# Göteborgs barnsjukhus

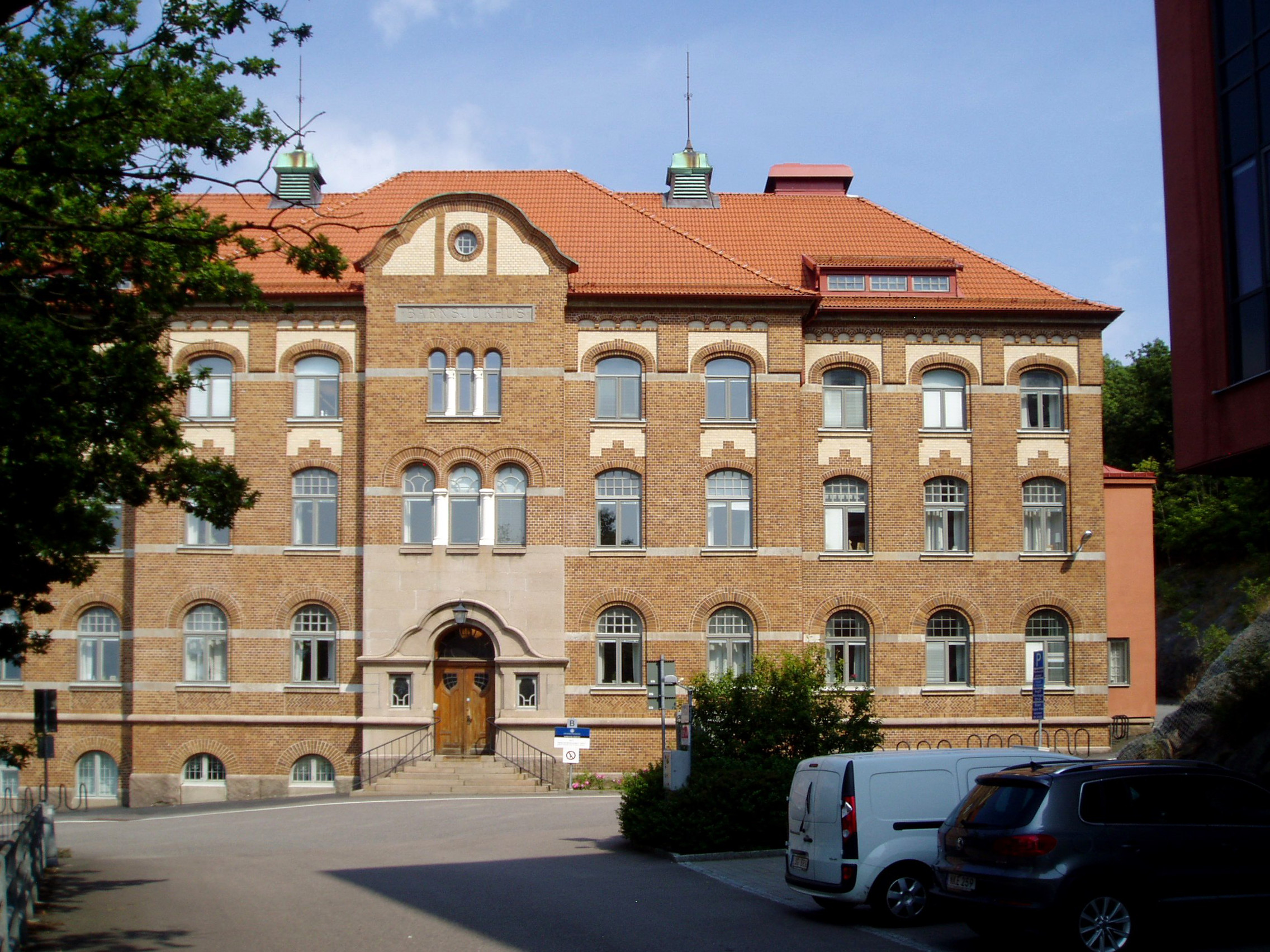
Byggnaden för det tredje barnsjukhuset bredvid Annedalskyrkan.

Göteborgs barnsjukhus var ett sjukhus vars verksamhet bedrivits på flera olika platser i Göteborg, senast vid Per Dubbsgatan i stadsdelen Änggården i Göteborg, 1909-1973, cirka 50 meter öster om Annedalskyrkan och cirka 500 meter nordväst om Sahlgrenska. Idag är verksamheten inordnad i Drottning Silvias barn- och ungdomssjukhus.

## Historia
Ett barnhus inrättades i Göteborg år 1748, och genom frimurarordens försorg öppnades 1757 ett barn- och koppympningshus.

### Första sjukhuset 1859-1866
David Carnegie donerade 50 000 riksdaler i ett gåvobrev den 5 juni 1857 som en grundfond för "-- till underhåll för en vårdanstalt för sjuka barn i Göteborg." Carnegie hade 1856 skrivit till direktionen för Allmänna och Sahlgrenska sjukhuset, då makarna Carnegie hade förlorat sin åttaårige son David Douglas och läst om Kronprinsessan Lovisas vårdanstalt för sjuka barn i Stockholm. Nu ville de också göra något för fattiga barn. Carnegie ville bekosta inredning och underhåll av tio sängar på Sahlgrenska sjukhuset, men det fanns inte plats på sjukhuset för det. Dessutom tillät inte Sahlgrenskas stadgar att barn under sex år togs in för vård. Man skriver "-- att förlägga ett barnsjukhus uti en byggnad afsedd till intagande åt andre sjuke,, måste ur sanitär synpunkt förkastas, emedan barnets organism gör det särdeles mottagligt för inflytanden af zymotiska sjukdomar, hvilka kunna vara under behandling på det allmänna sjukhuset. Af samma skäl böra äfven särskilta barnsjukhus aldrig vara tilltagna i större skala."  
Istället donerade Carnegie alltså pengar för ett barnsjukhus. Borgmästaren Carl Henrik Ewert, Charles Dickson samt Oscar Ekman blev exekutorer. Samma år skänkte en person, som önskade vara anonym, 50 000 riksdaler "-- till ett särskilt sjukhus." Pengarna deponerades hos Robert Dickson mot 5 % årlig ränta. Elisabeth Dickson meddelade i början av 1859 att maken, Charles Petter Dickson, donerat 50 000 kronor i sitt testamente till drift och underhåll av ett barnsjukhus. Sammanlagt 150 000 kronor fanns nu i fonden att starta sjukhuset med. Gåvorna fördelas så att 100 000 riksdaler hörde till fonden för sjukhusets underhåll, och 50 000 riksdaler tillhörde byggnadsfonden.
Tillfälligt hyrdes på hösten 1859 ett hus av trädgårdsmästare Håkansson, i hörnet av hus nummer 9 vid Östra Hamngatan och Spannmålsgatan som ett provisoriskt barnsjukhus med 12 sängplatser. Den 24 november samma år öppnade sjukhuset. Personalen bestod av: en läkare - Gustaf Billqvist 1859-1896 - en föreståndare, två sjuksköterskor, en kökspiga, en tvätterska och en portvakt. Den första patienten var femåriga Eugenia Johansson, som togs in den 24 november 1859. Hennes diagnos var Febris intermittens quartana - malaria. Hon friskförklarades och skrevs ut den 10 december samma år, efter att ha behandlats med kinin.
Under 1861 gav styrelsen för Barnsjukhuset ut en berättelse, från öppnandet till den 31 december 1860. Ur den: "Tilloppet af inträdessökande har sedan sjukhusets öppnande varit i ett jemnt stigande, och är nu större än att alla kunna intagas. Visst finnas blott 12 sjuksängar, men då desse voro stora och rymliga, kunna 2:ne mindre barn utan ringaste olägenhet ligga uti en säng, och detta så mycket heldre som flertalet af de intagne barnen kunna vara uppe under dagarne. Också var sjukantalet den 31 Dec. 1860, 15 eller 3 mera än antalet af sjuksängar. Det tillvexande förtroende som barnsjukhuset lyckats tillvinna sig är glädjande, och föräldrarnes tacksamhet för denna välgerning stor. Sjelva barnen vänja sig ganska hastigt vid förflyttningen från hemmet och fästa sig med synnerlig förkärlek vid den ömsinta och moderliga omvårdnad de å sjukhuset åtnjuta, och är det med bittra tårar barnen skiljas från inrättningen; denna skiljsmässa är påkostande då man känner vidden af det elände hvartill de arma varelserna så ofta måste återgå till. På sätt sjukhus-läkarens berättelse utvisar, har resultatet af den medicinska behandlingen visat sig särdeles gynnsam, och kan styrelsen med trygghet påstå att genom denna välgörenhets-inrättning många menniskolif, som annars varit ohjelpligen förspillde, blifvit räddade, och att inrättningen , ehuru den varit kostsam, likväl icke kan sägas hafva verkat förgäfves."

### Andra sjukhuset 1866-1909

Sjukhuset i Haga 1866-1909

Fram till slutet av 1865 pågick verksamheten vid Spannmålsgatan, då ett nytt barnsjukhus vid Södra Allégatan 2 i Haga togs i bruk med 16 sängplatser, den 1 mars 1866. Arkitekt var Frans Jacob Heilborn, och det disponerade hela kvarteret mellan Södra Allégatan-Västra Skansgatan-Haga Östergata och Mellangatan. Göteborgs stad hade upplåtit tomten. Antalet platser utökades - inom byggnaden - 1867 till 24 och till 40 under 1880-talet. Sjukhuset övertogs av staden den 9 december 1869 och en styrelse tillsattes. Charles Dickson blev dess första ordförande, och efterträddes 1881 av G. Billqvist. Ett reglemente sattes upp: "Sjukhusets ändamål är, att i den mån utrymme och tillgångar medgiva, lämna kostnadsfri vård åt mellan 2 och 10 år gamla sjuka barn av fattiga föräldrar, tillhörande Göteborgs kommun". Från 1897 fick sjukhuset bidrag från staden, det första utgick med 6 000 kronor. Ett operationsrum inrättades 1894. Byggnaden revs 1910.

### Tredje sjukhuset 1909-1973

Barnsjukhuset avdelning VIII (1930-tal)

Redan omkring år 1900 krävde den ständigt ökade tillströmningen till sjukhuset, att frågan om utvidgning eller nybyggnad togs upp. En byggnadsfond på 540 000 kronor samlades in genom donationer och omfattande utredningar genomfördes. Renströmska fonden bidrog med 100 000 kronor. Först föreslogs en nybyggnad på den gamla tomten, men den ansågs för liten. Fyra olika platser undersöktes, och man fastnade för en tomt i Änggården "omgiven av ekar, skydd mot öster av bergås, vettande mot väster och sydväst". Tomten kvittades mot den i Haga. Därefter presenterades ett förslag till nybyggnad, vilken ritades av arkitekt Otto Dymling. Den påbörjades 1907 och kunde invigas den 25 maj 1909 med plats för 134 patienter samt en spädbarnsavdelning på 18 sängplatser.
Efter att en delning av sjukhuset 1913 skett i en medicinsk och en kirurgisk avdelning, uppstod på nytt ett behov av expansion. En framställning om medel för en tillbyggnad presenterades 1916, vilket av stadsfullmäktige godkändes året därpå. Tillbyggnaden gjordes 1917-1919, vilket ökade antalet platser från 152 till 240: en medicinsk avdelning på 111 sängplatser, varav 29 avsedda för barn under ett års ålder, och en kirurglsk avdelning på 116 sängplatser, varav 7 för spädbarn samt en gemensam isoleringsavdelning. År 1938 var antalet vårdplatser 245.
Den tre våningar höga huvudbyggnaden har en hög sockelvåning och valmat tegeltak. Brungult tegel pryder fasaderna, med gulvitt tegel som inslag. Entrépartiet är utfört av finhuggen granit och även entréhallen är präglad av jugendstilens mjuka linjer. På väggtavlor - avgränsade med pilastrar - presenteras barnsjukhusets donatorer.

### Samordning med Östra sjukhuset
År 1973 hade verksamheten vuxit ur lokalerna och barnkliniken flyttade ut till det nybyggda Östra sjukhuset. När Sahlgrenska universitetssjukhuset bildades 1997 efter en sammanläggning av Sahlgrenska sjukhuset, Mölndals sjukhus och Östra sjukhuset samordnades all barnsjukvård i Östra sjukhuset. Verksamheten fick sitt nuvarande namn 1999.

## Annex
Under barnsjukhuset löd även Ågrenska konvalescenthemmet (1914), Björboholmshemmet (1950) och CMR-hemmet (1953).

## Galleri

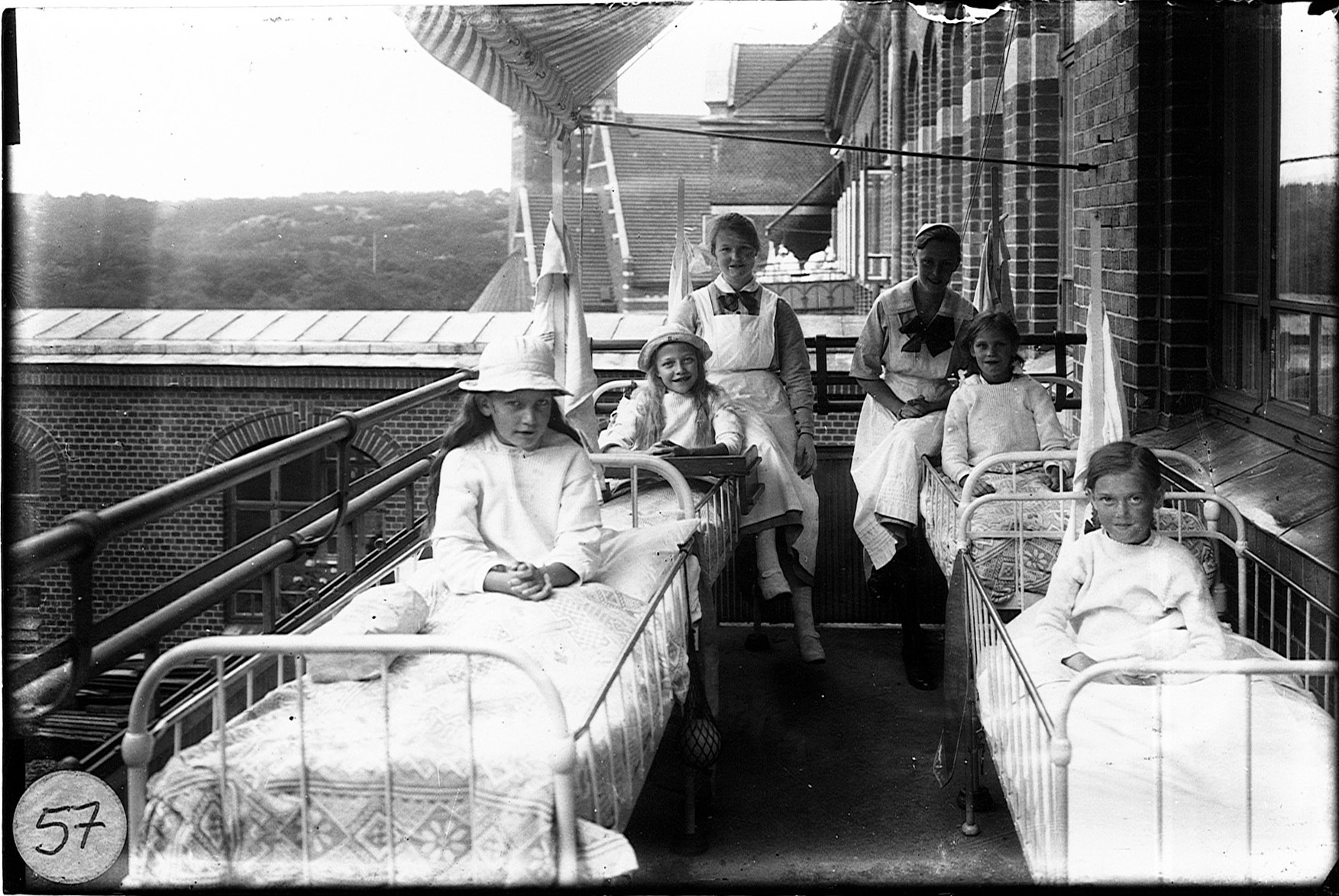
Fyra patienter liggande i sjukhussäng på balkongen (1910-tal)
Spädbarn och sjuksköterskor på balkongen. Annedalskyrkan i bakgrunden (1920-tal)
Spädbarn och sjuksköterskor på balkongen (1920-tal)
Köket  (1930-tal).
Köket (1930-tal)
Spädbarnsavdelning (1930-tal)
Barnsjukhuset "omläggningsrum" (1930-tal)
Barnsjukhuset (1930-tal)